# Anushtigin
Anūştegin Gharachaʾī (persan : اَنوشتَکین غَرچه romanisation : Anūshtakīn Gharcha) ou encore Anuş Tekin, mort en 1097, est un commandant d'esclaves turcs (ghulam) des Seldjoukides et gouverneur du Khwarazm d'environ 1077 à 1097. Il est le premier membre de sa famille à jouer un rôle dans l'histoire du Khwarazm et fondateur de la dynastie d'une nouvelle dynastie de Khwarezmchahs qui règne sur un Empire du XIIe siècle au début du XIIIe siècle.

## Nom
Anushtegin est une combinaison du mot iranien nush/anush ("immortel" ou "né d'un père immortel") et du mot turc tegin (prince), ce qui signifie prince immortel.

## Biographie

Carte du Khwarazm

Anushtegin est à l'origine un esclave turc du Gharchistan (d'où son nom de famille « Gharchai »), mais est plus tard vendu à l'officier seldjoukide Gumushtegin Bilge-Beg. Anushtegin apparaît pour la première fois dans les documents en 1073, lorsque lui et Gumushtegin Bilge-Beg sont envoyés par le sultan seldjoukide Malik-Shah I pour reconquérir le territoire du nord du Khorasan conquis par le souverain ghaznévide Ibrahim. Ils battent ces derniers avec succès et rasent une zone frontalière seldjoukide-ghaznévide appelée Sakalkand . Anushtegin est le tashtdar (gardien des bassins de lavage royaux) des Seldjoukides et, comme les revenus de la province d'Asie centrale du Khwarazm sont utilisés pour payer les dépenses engendrées par ce poste, il est nommé gouverneur de la province, vers 1077 . Anushtegin porte le titre de shihna (gouverneur militaire) du Khwarazm, ainsi que le titre traditionnel de Khwarazmshah.
Depuis la défaite du chef Oghuz Yabghu Shah Malik en 1042, le Khwarazm est gouverné par des représentants de l'Empire seldjoukide. La province allait jouer un rôle mineur dans l’histoire de l’Islam oriental au cours des décennies suivantes. Les sultans seldjoukides confient le gouvernement du Khwarazm à des soldats esclaves turcs (ghulam) plutôt qu'à des princes seldjoukides, à l'exception d'Arslan Arghun, qui gouverne la province sous le règne de son frère Alp Arslan et début du règne de Malik ‑ Shah I . Durant cette période, la population iranienne locale du Khwarazm est progressivement assimilée par les Turcs. Cependant, pendant la période seldjoukide, la langue khwarazmienne (qui ressemblait au sogdien et dans une moindre mesure à l'ossète) est couramment parlée et écrite.
Les détails du mandat d'Anushtegin en tant que gouverneur ne sont pas clairs, mais il meurt en 1097 et le poste est brièvement confié à Ekinchi avant d'être transféré à son fils, Muhammad Ier, dont l'accession est considérée comme le début de la quatrième et plus importante lignée des Khwarazmshahs (qui existe de 1097 à 1231) .